# Rocket League
Rocket League es un videojuego que combina el fútbol con los vehículos. Fue desarrollado por Psyonix. El juego se lanzó por primera vez para PlayStation 4 y Windows en julio de 2015, y más tarde se lanzaron ports para Xbox One y Nintendo Switch. En junio de 2016, 505 Games comenzó a distribuir una versión física minorista para PlayStation 4 y Xbox One, y Warner Bros. Interactive Entertainment se hizo cargo de esas funciones a finales de 2017; También se lanzaron versiones para macOS y Linux en 2016, pero el soporte para los servicios en línea se abandonaron en 2020. El juego pasó a ser free to play  en septiembre de 2020, cuando Epic Games tomó posesión.
Descrito como fútbol, "pero con autos propulsados por cohetes", Rocket League tiene hasta ocho jugadores asignados a cada uno de los dos equipos, que utilizan vehículos propulsados por cohetes para golpear una pelota en la portería de su oponente y sumar puntos en el transcurso de un partido. El juego incluye modos para un jugador y multijugador que se pueden jugar tanto localmente como en línea, incluido el crossplay. Las actualizaciones posteriores del juego permitieron modificar las reglas básicas y agregaron nuevos modos de juego, incluidos los basados en hockey sobre hielo y baloncesto.
Rocket League es una secuela de Supersonic Acrobatic Rocket-Powered Battle-Cars de Psyonix, un videojuego de 2008 para PlayStation 3. Battle-Cars recibió críticas mixtas y no fue un éxito, pero ganó una base de seguidores leales. Psyonix continuó manteniéndose a través de trabajos de desarrollo por contrato para otros estudios mientras buscaba desarrollar una secuela. Psyonix comenzó el desarrollo formal de Rocket League alrededor de 2013, refinando la jugabilidad de Battle-Cars para abordar las críticas y las aportaciones de los fanáticos. Psyonix también reconoció la falta de marketing de Battle-Cars y participó tanto en las redes sociales como en promociones para comercializar el juego, incluida la oferta gratuita del juego para los miembros de PlayStation Plus en el momento del lanzamiento.
Rocket League fue elogiado por sus mejoras en el juego con respecto a los coches de batalla supersónicos acrobáticos propulsados por cohetes, así como por sus gráficos y presentación general, aunque algunas críticas se dirigieron al physics engine(motor físico del juego). El juego obtuvo muchos premios de la industria y registró más de 10 millones de ventas y 40 millones de jugadores a principios de 2018. Rocket League también se adoptó como un deporte electrónico, con jugadores profesionales participando a través de ESL y Major League Gaming junto con la propia Rocket League Championship Series de Psyonix. (RLCS). Desde entonces, ha sido considerado uno de los mejores videojuegos jamás creados.

## Dinámica
La jugabilidad de Rocket League es en gran medida la misma que la de su predecesor, Supersonic Acrobatic Rocket-Powered Battle-Cars. Los jugadores controlan un coche propulsado por cohetes y lo utilizan para golpear una pelota mucho más grande que los coches hacia la portería del otro equipo para marcar goles, de una forma que se asemeja al fútbol sala, con elementos que recuerdan a un derbi de demolición.Los coches de los jugadores tienen la capacidad de saltar para golpear la pelota mientras están en el aire. Los jugadores también pueden ganar velocidad pasando sus autos sobre espacios marcados en el campo, lo que les permite cruzar rápidamente el campo, usar el impulso adicional para golpear la pelota o embestir el auto de otro jugador para destruirlo; en el último caso, el coche destruido reaparece momentos después en el lado del campo de su equipo. Un jugador también puede usar un impulso cuando está en el aire para impulsarse hacia adelante en vuelo, lo que permite a los jugadores golpear la pelota en el aire. Los jugadores pueden alterar la orientación de su automóvil mientras están en el aire, lo que combinado con el impulso en el aire permite un vuelo controlado. Los jugadores también pueden esquivar rápidamente, haciendo que su auto dé un salto corto y gire en una dirección determinada, lo que puede usarse para empujar la pelota o ganar ventaja de posicionamiento sobre el otro equipo.
A medida que el usuario vaya ganando experiencia se le aumentará el nivel de cuenta.

### Niveles del jugador
El jugador tiene diferentes niveles, cada vez que vaya sumando puntos (independientemente de si gana o pierde).
Además de todo esto, si se llega en el competitivo al máximo rango; en este caso Supersonic Legend (SSL), te dan un título de un color característico, el blanco, en el cual, incluye el número de la temporada en la cual has llegado al rango máximo.
Sin embargo, esto no ofrece ventaja alguna al jugador sobre sus rivales. Como el juego se caracteriza por garantizar la igualdad de condiciones a todos los jugadores, ha ganado un lugar en la escena de los deportes electrónicos o esports.

### Modalidades multijugador
Psyonix ha establecido servidores dedicados en Estados Unidos, Europa, Oceanía y América del Sur. El juego ofrece la posibilidad de disputar en ellos partidos en modo estándar o en ranked (estos últimos con excepción de la modalidad 4 vs 4). En forma complementaria, a partir del propio lanzamiento del juego, es posible disputar partidos y torneos en la Electronic Sports League (ESL) y en la Major League Gaming (MLG), además de competiciones organizadas por Psyonix a través del Rocket League Championship Series (RLCS).
Notoriamente, el juego permite organizar partidas entre jugadores de PC, PS4 y Switch (funcionalidad cross-platform), característica poco habitual en los títulos multiplataforma. La versión para Xbox One no permitía inicialmente la organización de partidas con otras plataformas, por restricciones impuestas por Microsoft, eso ha sido corregido en una actualización posterior.

## Rangos competitivos
Actualmente existen varios tipos de rango, desde el rango más bajo que es bronce hasta el más alto Leyenda Supersónica (SSL). Dependiendo el rango que tengas, te emparejará junto a gente de tu mismo nivel, también puede haber el caso de que te meta con gente superior, eso significa que estás a punto de subir de rango o en el caso de que te meta con gente de menor rango, significa que estás a punto de bajar al anterior rango. Los rangos van por puntos (MMR).
- Bronce 1
- Bronce 2
- Bronce 3
- Plata 1
- Plata 2
- Plata 3
- Oro 1
- Oro 2
- Oro 3
- Platino 1
- Platino 2
- Platino 3
- Diamante 1
- Diamante 2
- Diamante 3
- Campeón 1
- Campeón 2
- Campeón 3
- Gran Campeón 1
- Gran Campeón 2
- Gran Campeón 3
- Leyenda Supersónica

## Desarrollo y lanzamiento
El 19 de febrero de 2014, Psyonix confirmó que se lanzaría una secuela de Supersonic Acrobatic Rocket-Powered Battle-Cars con el nombre de Rocket League. Contó anteriormente con una fase de pruebas para PC y luego para PlayStation 4 en el mes de abril.
La fecha de lanzamiento original era noviembre 2014, sin embargo el desarrollo se atrasó hasta 2015. El 3 de junio, Psyonix anunció la fecha de lanzamiento PS4 y PC (a través de la plataforma Steam e inicialmente sólo para Microsoft Windows, con posibles versiones compatibles con Mac y Linux) que sería el 7 de julio. Se reveló también un vehículo exclusivo, el Sweet Tooth (de la serie Twisted Metal) para usuarios de PS4. Rocket League se incluyó en la Instant Game Collection de PS4 para Norteamérica y regiones de Oceanía y Europa.
El juego se lanzó en la consola Xbox One el 17 de febrero de 2016, incluyendo vehículos exclusivos como el Warthog de la saga Halo y el "Armadillo" de "Gears of War".
El día 23 de septiembre de 2020 se lanzó el juego free to play para todas las plataformas, en PC ya no estaría disponible en Steam y pasaría a ser exclusivo de la Epic Games Store.